# Den røde 1. maj-gruppe
Den røde 1. maj-gruppe var en venstreorienteret politisk aktivistgruppe på Færøerne, der var aktiv i 1980.
Gruppen var en af arrangørerne bag en demonstration mod NATO i 1980, og var bange for, at Færøerne skulle blive en front eller et angrebsmål i en eventuel krig mellem USA og Sovjetunionen. Gruppen aflagde i denne forbindelse Danmarks forsvarsminister et besøg, hvor de argumenterede for at fjerne militære installationer fra øerne, samt gøre Færøerne til en demilitariseret zone. Dette førte dog ikke til noget, og i sensommeren 1986 saboterede gruppen militært kommunikationsudstyr på øerne som protest mod, at den danske regering ikke tog deres krav alvorligt.
På et møde i Vágur på Suðuroy i 1980 blev det hævdet, at NATO havde udstationeret ca. 100 soldater i Mjørkadalur (udenfor Tórshavn på Streymoy) i tilfælde af, at færingerne demonstrerede.